# ケンタッキー・スピードウェイ
ケンタッキー・スピードウェイ (Kentucky Speedway) は、アメリカ合衆国のサーキット。ケンタッキー州中央北部、スパータ近郊に所在し、ルイビルとオハイオ州シンシナティの中間に位置する。コースは全長1.5-マイル (2.4 km)のDシェイプ・オーバルでNASCAR スプリントカップ・シリーズを開催できるよう設計され、ネイションワイド・シリーズやキャンピング・ワールド・トラック・シリーズ、インディカー・シリーズやインディ・ライツのレースが開催された。当初NASCARはスプリントカップ・シリーズの開催に対する議論を否定していたが、2011年よりカレンダーに組み込まれている。

## トラックの特徴
- コース寸法

|                        | 個数                   | 長さ                  | バンク角           |
| ---------------------- | ---------------------- | --------------------- | ------------------ |
| フロントストレッチ     | 1                      | 1600フィート(487.7m)  | 8°                 |
| バックストレッチ       | 1                      | 1662フィート(506.6m)  | 4°                 |
| ターン                 | 4                      | 4658フィート(1619.8m) | 14°                |
| 全長：1.5マイル(2414m) | 全長：1.5マイル(2414m) | 路面：アスファルト    | 路面：アスファルト |

国内の1.5マイルオーバルの中で最も低い14度のバンク角と、コース全体の59%を占めるほど緩やかなターンが特徴のこのトラックでは、ストックカーとインディカー(オープンホイールカー)との特性の違いが顕著に現れる。
ストックカーの場合、ターンのバンク角が低いため、他の1.5マイルオーバルと比較しても平均速度が低い。スプリントカップシリーズでも180mph前半に留まり、予選速度が300km/h(186mph)に届かない唯一の1.5マイルオーバルである。
一方インディカーでの平均速度は220mph以上で、これはアトランタ、シカゴランドに次ぐ速さである。また、レースではサイド・バイ・サイドも期待できるトラックの一つだった。

## 買収騒動
2007年9月16日、ケンタッキー・スピードウェイのオーナーであるジェリー・キャロルはニューハンプシャー・インターナショナル・スピードウェイで開催されたシルバニア300に参加した。キャロルはUSAトゥデイ紙に対して同スピードウェイの買収と、そこで開催されるレースの1つをケンタッキー・スピードウェイに移す考えがあると話した。しかしながら、11月1日にニューハンプシャー・インターナショナル・スピードウェイはブルートン・スミスによって買収されたと発表された。

## 現在の開催レース
- NASCAR スプリントカップ・シリーズ - Quaker State 400
- NASCAR ネイションワイド・シリーズ - Meijer 300 presented by Oreo
- NASCAR キャンピング・ワールド・トラック・シリーズ - Built Ford Tough 225 presented by the Greater Cincinnati Ford Dealers
- ARCA レーシング・シリーズ - Harley-Davidson of Cincinnati 150
- ARCA レーシング・シリーズ - WLWT Channel 5-150

## トラックレコード
- NASCARスプリントカップ・シリーズ予選 : 183.636 mph (295.533 km/h) - デイル・アーンハート.Jr,2013年6月28日
- NASCARスプリントカップ・シリーズ決勝 : 145.607 mph (234.332 km/h) - ブラッド・ケセロウスキー,2012年6月30日
- NASCARネイションワイド・シリーズ予選 : 181.287 mph (291.753 km/h) - カール・エドワーズ,2005年6月18日
- NASCARネイションワイド・シリーズ決勝 : 138.408 mph (222.746 km/h) - ブラッド・ケセロウスキー,2011年7月8日
- NASCARキャンピングワールド・トラック・シリーズ : 179.868 mph (289.469 km/h) - オースティン・ディロン,2011年10月1日
- NASCARキャンピングワールド・トラック・シリーズ : 143.515 mph (230.965 km/h) - マイク・ブリス,2003年7月13日
- インディカー・シリーズ予選 : 221.390 mph (356.293 km/h) - サラ・フィッシャー,2002年8月11日
- インディカー・シリーズ決勝 :  200.893 mph (323.306 km/h)  - ライアン・ブリスコー,2009年8月1日

## 参照
1. ↑  Jerry Carrol wants to purchase New Hampshire International Speedway
2. ↑  SMI Purchase New Hampshire International Speedway